# Leroy J. Manor

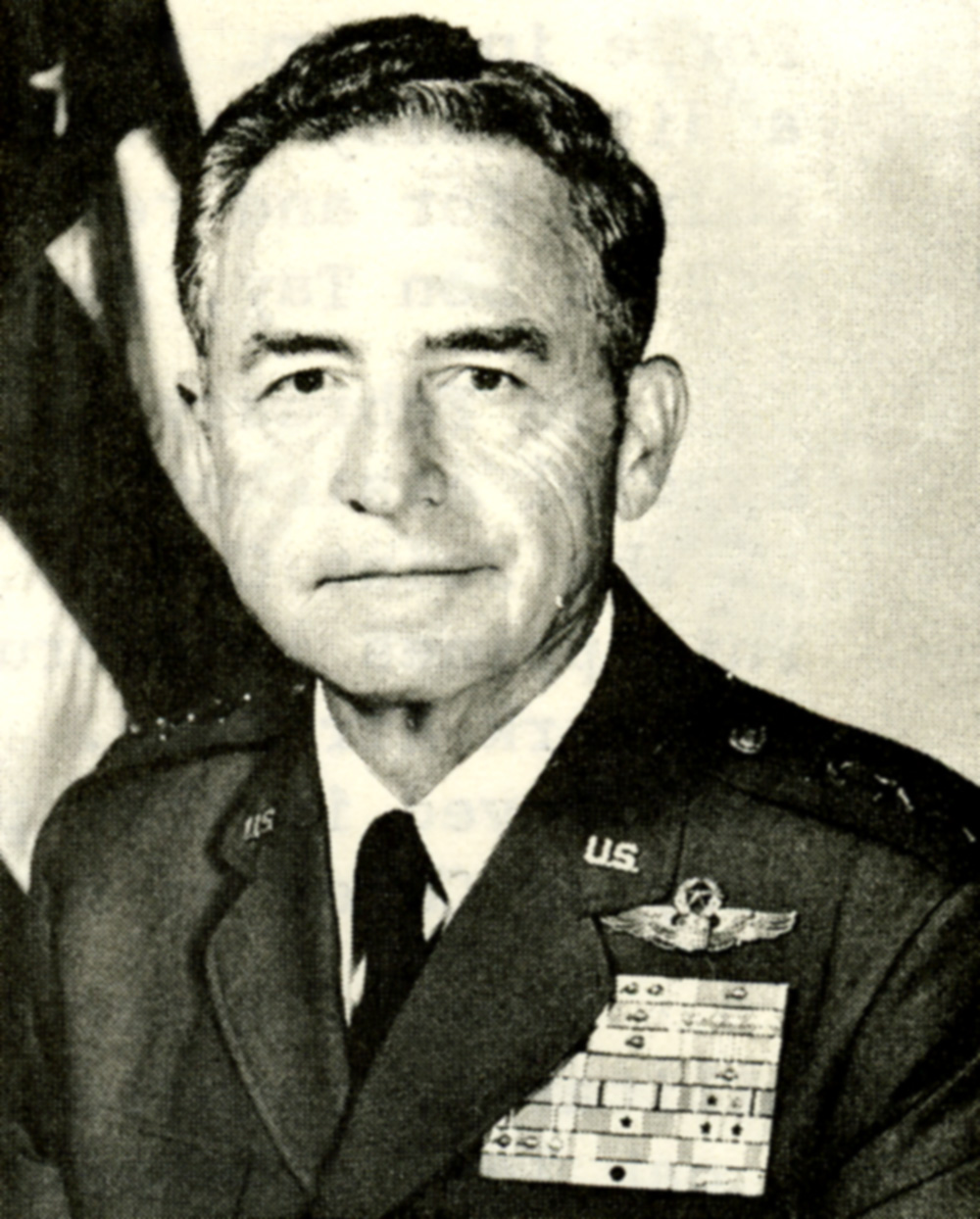
Leroy J. Manor

Leroy Joseph Manor (* 21. Februar 1921 in Morrisonville, Clinton County, New York; † 25. Februar 2021 in Shalimar, Florida) war ein Generalleutnant der United States Air Force. Er war unter anderem Kommandeur der 13. Luftflotte.

## Leben
Leroy Manor war ein Sohn von Walter Manor (1898–1978) und dessen Frau Rose Delia Liberty (1901–1996). Er besuchte die öffentlichen Schulen seiner Heimat. Im November 1942 trat er den United States Army Air Forces bei. Dort absolvierte er eine Offiziersausbildung. In der Army bzw. ab 1947 in der United States Air Force durchlief er anschließend alle Offiziersränge vom Leutnant bis zum Drei-Sterne-General. In der Folge wurde er auch zum Piloten ausgebildet.
Während des Zweiten Weltkriegs war er auf dem europäischen Kriegsschauplatz eingesetzt, wo er 72 Kampfeinsätze flog. Nach seiner Heimkehr war er zunächst als Pilot beim Standort Proving Grounds in Florida stationiert. In den Jahren 1946 und 1947 studierte er an der New York University. In den folgenden sechs Jahren war Manor Ausbilder bzw. Lehrer an verschiedenen Schulen der Air Force.
Zwischen 1953 und 1956 war er in Izmir in der Türkei stationiert. Dort war er Stabsoffizier bei der der NATO unterstehenden 6. Alliierten Luftflotte (6th Allied Tactical Air Force). Im Juli 1955 erhielt er auf der Selfridge Air Force Base in Michigan das Kommando über das 2242d Air Reserve Flying Center. Daran schloss sich ein Studium am Armed Forces Staff College in Norfolk in Virginia an. Nach seinem Studienabschluss wurde Manor auf die Cannon Air Force Base in New Mexico versetzt, wo er im Januar 1959 das Kommando über die 481. Taktische Kampfstaffel (481st Tactical Fighter Squadron) erhielt.
Im Juli 1960 wurde er nach Wiesbaden in Deutschland versetzt. Dort gehörte er bis zum Juli 1963 dem Stab des Hauptquartiers der United States Air Forces in Europe an. Nach einem folgenden Kurs am Industrial College of the Armed Forces wurde Manor im Juni 1964 zum Hauptquartier der Luftwaffe versetzt. Dort war er Stabsoffizier in deren Abteilung für Planungen und Operationen.
Ab Mai 1968 bis zum Juni 1969 kommandierte er das 37. Taktische Kampfgeschwader (37th Tactical Fighter Wing), mit dem er im Vietnamkrieg eingesetzt war und 275 Kampfeinsätze flog. Es folgte eine Versetzung zur McConnell Air Force Base in Kansas, wo er das Kommando über die 835. Luftdivision (835th Air Division) übernahm. Im Februar 1970 erhielt er die Leitung der damaligen U.S. Air Force Special Operations Force. Gleichzeitig erhielt er das Kommando über eine Sondereinheit (Joint Contingency Task Group), die einige im Vietnamkrieg in Kriegsgefangenschaft geratene amerikanische Soldaten aus einem Lager in Nordvietnam befreite.
Zwischen Februar 1971 und Februar 1973 gehörte Leroy Manor dem Stab der Joint Chiefs of Staff in Washington, D.C. an. Dort war er in der Abteilung für Operationen unter anderem für Sondereinsätze und Aufstandsbekämpfungen mitverantwortlich (special assistant for counterinsurgency and special activities).
Am 1. Oktober 1973 übernahm Manor auf der Clark Air Base auf den Philippinen als Nachfolger von William G. Moore Jr. das Kommando über die 13. Luftflotte (Thirteenth Air Force). Dieses Amt bekleidete er bis zum 8. Oktober 1976, als Freddie L. Poston seine Nachfolge antrat. Seiner Luftflotte unterstanden die amerikanischen Luftstreitkräfte auf den Philippinen, in Thailand und Taiwan. Nach dem Ende dieser Mission wurde er im Oktober 1976 Stabschef des United States Pacific Commands dessen Hauptquartier sich in Camp H. M. Smith auf Hawaii befand. Dieses Amt bekleidete er bis zu seiner Pensionierung am 1. Juli 1978.
Während seiner aktiven Zeit als Militärpilot absolvierte er über 6500 Flugstunden auf verschiedenen Flugzeugtypen. Dazu zählten auch 347 Kampfeinsätze in zwei Kriegen.
Nach seiner Pensionierung war Leroy Manor für einige Zeit einer der militärischen Berater des amerikanischen Botschafters auf den Philippinen. Er war auch an der Analyse des gescheiterten Unternehmens Operation Eagle Claw im Jahr 1980 beteiligt. Der seit 1940 mit Dolores Harriet Brookes (1919–2012) verheiratete Offizier starb am 25. Februar 2021, wenige Tage nach seinem 100. Geburtstag, und wurde auf dem Barrancas National Cemetery in Pensacola beigesetzt.

## Orden und Auszeichnungen
Leroy Manor erhielt im Lauf seiner militärischen Laufbahn unter anderem folgende Auszeichnungen:
- Air Force Distinguished Service Medal
- Legion of Merit
- Distinguished Flying Cross
- Air Medal
- Air Force Commendation Medal
- Purple Heart
- Air Force Outstanding Unit Award